# Mieżany
Mieżany (biał. Мяжаны; ros. Межаны) – agromiasteczko na Białorusi, w obwodzie witebskim, w rejonie brasławskim, w sielsowiecie Mieżany.
Stolica sielsowietu Mieżany.

## Historia
W czasach zaborów wieś w granicach Imperium Rosyjskiego.
W dwudziestoleciu międzywojennym wieś leżała w Polsce, w województwie nowogródzkim (od 1926 w województwie wileńskim), w powiecie brasławskim, w gminie Dryświaty.
Według Powszechnego Spisu Ludności z 1921 roku zamieszkiwały tu 133 osoby, 126 było wyznania rzymskokatolickiego, 2 prawosławnego, a 5 staroobrzędowego. Jednocześnie wszyscy mieszkańcy zadeklarowali polską przynależność narodową. Było tu 29 budynków mieszkalnych. W 1931 zamieszkiwały tu 203 osoby w 23 budynkach.
Miejscowość należała do miejscowej parafii rzymskokatolickiej. Podlegała pod Sąd Grodzki w Brasławiu i Okręgowy w Wilnie; we wsi mieścił się urząd pocztowy, który obsługiwał część terenu gminy Dryświaty.
Od 1925 do 1939 miejscowość była garnizonem Korpusu Ochrony Pogranicza. Stacjonowało tu dowództwo kompanii granicznej KOP „Mieżany”.
W 1999 zamieszkiwało tu 285 osób w 116 domach.

## Zabytki
- kościół Matki Boskiej Anielskiej z 1928 roku (niezachowany)
- głaz mieżański